# تناجر أسود الرأس
تناجر أسود الرأس (الاسم العلمي: Tangara cyanoptera)، هو نوع من الطيور يتبع فصيلة التناجر ضمن رتبة العصفوريات.